# Palazzo del Tergesteo
Il palazzo del Tergesteo di Trieste è un'importante costruzione della città. L'entrata principale è in piazza della Borsa, ma il palazzo si affaccia anche in piazza Verdi. Già sede della borsa di Trieste, è stato  ristrutturato più volte, l'ultima delle quali tra 2009 e 2011.

## Storia
Nel 1838 il terreno dove ora sorge il palazzo viene venduto da Giuseppe Brambilla alla società Tergesteo, costituita con lo scopo di erigere un maestoso palazzo polifunzionale nel centro di Trieste.
La compagine societaria è suddivisa in 1500 azioni, tra gli azionisti si ricordano il ministro austriaco Karl Ludwig von Bruck e il barone Pasquale Revoltella.
Nel 1840 cominciano i lavori, i quali terminano nel 1842.
Il piano terra è caratterizzato da una galleria commerciale, mentre i piani superiori fin dall'inaugurazione sono dedicati sia a uffici che ad appartamenti residenziali.
Lo stabile si affermerà come uno dei centri dell'attività finanziaria triestina, Italo Svevo lavorerà nella filiale della Unionbank al primo piano del palazzo e qui ambienterà parte de La coscienza di Zeno. Contemporaneamente il celebre compositore Ferruccio Busoni passa l'infanzia nell'appartamento della madre, che si affaccia sul teatro Verdi.
Durante la seconda guerra mondiale l'edificio viene occupato dalle forze tedesche, mentre durante il Territorio Libero di Trieste il pianterreno ospitava un circolo ricreativo dell'esercito britannico.
Con il ritorno dell'Italia viene sottoposto ad un incisivo restauro che termina nel 1957 con la demolizione del soffitto di ferro e vetro della galleria e la sostituzione con una struttura in vetrocemento.
L'ultimo restauro nel 2011 ha portato al ripristino della copertura originale della galleria.